# Glucagonoma
Per  glucagonoma in campo medico, si intende una forma rara di neoplasia che interessa le cellule alfa del pancreas, la sua attività peculiare è quella di secernare l'ormone chiamato glucagone provocando nell'individuo la nascita di iperglicemia. La sua progressione è quasi sempre a carattere maligno.

## Storia
Data la sua rarità, la prima volta che è stato descritto in letteratura risale al 1942

## Epidemiologia
Molto più frequente nel sesso femminile, l'età di esordio si attesta raggiunta la quinta decade.

## Sintomatologia
Segno molto frequente è l'eritema necrolitico migrante. Altre due caratteristiche frequenti di questa malattia sono il diabete mellito e la perdita di peso. Ulteriori sintomi e segni clinici possono essere anemia, anoressia, diarrea, ipolipidemia, stomatite, rash cutaneo, ipoaminoacidemia.

## Esami
I primi sentori della lesione si osservano verificando il livello di glucagone nel sangue. Esami strumentali risultano:
- Tomografia computerizzata
- Ecografia endoscopica
- Risonanza magnetica

## Terapia
Il trattamento di scelta è la resezione chirurgica, se essa non fosse possibile vengono somministrati streptozocina e doxorubicina: essi non alterano l'aspettativa di sopravvivenza ma riescono ad alleviare i sintomi.
Altro principio attivo utilizzato è l'octreotide che ha una funzione riduttiva nei confronti dell'insulina, la dose di mantenimento è 20-30 mg al giorno.
Per la cura dei sintomi quali la comparsa di rash cutaneo si utilizza la somministrazione orale dello zinco ma anche la semplice idratazione può portare allo stesso risultato.

## Prognosi
Le neoplasie maligne solitamente lasciano una sopravvivenza molto bassa, ma questa forma permette di vivere anche oltre 18 anni dalla prima sintomatologia.